# گیم کوک (کلیپر)
گیم کوک (کلیپر) (به انگلیسی: Game Cock (clipper)) یک کشتی بود که طول آن 200 ft. LOA بود. این کشتی در سال ۱۸۵۰ ساخته شد.